# Landsteiner-Alter Award
Der Landsteiner-Alter Award (bis 2021 Karl Landsteiner Memorial Award) ist ein Preis der American Association of Blood Banks (AABB), der jährlich an Wissenschaftler verliehen wird, die herausragende Leistungen in der Transfusionsmedizin oder Zelltherapie erbrachten. Er wurde 1954 zu Ehren von Karl Landsteiner gestiftet und ist mit einem Preisgeld von 7500 Dollar verbunden. Seit seiner Umbenennung ehrt der Preis zusätzlich Harvey J. Alter. Die Preisträger halten einen Vortrag auf der jährlichen Hauptversammlung der AABB.

## Preisträger
- 1954 Reuben Ottenberg
- 1955 Richard Lewisohn
- 1956 Philip Levine, Alexander Solomon Wiener
- 1957 Ruth Sanger, Robert Russell Race
- 1958 Oswald Hope Robertson, Francis Peyton Rous, J. R. Turner
- 1959 Ernest Witebsky
- 1960 Patrick L. Mollison
- 1961 Robert R. A. Coombs
- 1962 William C. Boyd
- 1963 Fred H. Allen Jr., Louis K. Diamond
- 1964 J. J. van Loghem
- 1965 Ruggero Ceppellini
- 1966 Elvin A. Kabat
- 1967 Walter Morgan, Winifred Watkins
- 1968 Rodney R. Porter
- 1969 Vincent J. Freda, John G. Gorman, William Pollack
- 1970 Jean Dausset
- 1971 Bruce Chown, Marion Lewis
- 1972 Richard E. Rosenfield
- 1973 Arthur Ernest Mourant
- 1974 Manfred M. Mayer, Hans J. Müller-Eberhard
- 1975 Baruch S. Blumberg, Alfred M. Prince
- 1976 Marie Cutbush Crookston, Eloise R. Giblett
- 1977 Rose Payne, Jon van Rood
- 1978 Fred Stratton
- 1979 Nevin C. Hughes-Jones, Serafeim P. Masouredis
- 1980 Donald M. Marcus, James M. Stavely
- 1981 James F. Danielli, S. Jonathan Singer
- 1982 Georges J. F. Köhler, César Milstein
- 1983 Vincent T. Marchesi
- 1984 Oliver Smithies
- 1985 Saul Krugman
- 1986 Claes F. Högman, Grant R. Bartlett
- 1987 E. Donnall Thomas
- 1988 Charles P. Salmon
- 1989 George W. Bird
- 1990 Robert Gallo, Luc Montagnier
- 1991 Paul I. Terasaki
- 1992 Harvey J. Alter, Daniel W. Bradley, Qui-Lim Choo, Michael Houghton, George C. Kuo, Lacy R. Overby (Bradley, Houghton, Choo, Kuo für Entwicklung eines Hepatitis-C-Tests)
- 1993 C. Paul Engelfriet
- 1994 Kenneth Brinkhous, Harold Roberts, Robert H. Wagner, Robert Langdell
- 1995 W. Laurence Marsh
- 1996 Eugene Goldwasser
- 1997 Wendell F. Rosse
- 1998 Richard H. Aster, Scott Murphy, Sherrill J. Slichter
- 1999 Kary B. Mullis
- 2000 Michael E. DeBakey
- 2001 John Bowman
- 2002 Hal E. Broxmeyer
- 2003 Victor A. McKusick
- 2004 Tibor Greenwalt
- 2005 Peter Agre
- 2006 James D. Watson
- 2007 Peter Issitt
- 2008 Ernest Beutler (postum verliehen)
- 2009 Curt I. Civin (CD 34 Stammzellen)
- 2010 Steven A. Rosenberg
- 2011 David Weatherall, Yuet Wai Kan, für ihre Forschungen zur Molekularbiologie von Erkrankungen des Systems roter Blutkörperchen wie Thalassämie und Sichelzellenanämie
- 2012 Kenneth Kaushansky für seine Beiträge zur Entdeckung, Klonierung, Charakterisierung und therapeutischen Anwendung von Thrombopoietin
- 2013 Barry S. Coller für seine Beiträge zur Physiologie der Plättchen, zur Thromboseforschung, zur Gefäßbiologie und zur Zelladhäsion
- 2014 Carl June
- 2015 Nancy C. Andrews
- 2016 Stuart Orkin
- 2017 Irving L. Weissman
- 2018 David A. Williams
- 2019 David Anstee, Jean-Pierre Cartron, Colvin Redman, Fumiichiro Yamamoto
- 2020 Katherine A. High
- 2021 Anneke Brand
- 2022 Jeffrey L. Carson, Paul C. Hébert, Nancy Heddle, Ian Roberts
- 2024 Michael P. Busch